# Velutina velutina
Velutina velutina ist eine Schnecke aus der Familie der Velutinidae in der Ordnung Sorbeoconcha, die circumboreal unter anderem in der Nordsee und der Ostsee lebt. Sie ernährt sich von Seescheiden.

## Merkmale
Das ohrförmige, ungenabelte, sehr dünnschalige Schneckenhaus von Velutina velutina, das bei ausgewachsenen Schnecken 1,4 bis 2,6 cm Länge erreicht, hat schnell zunehmende Umgänge und eine eiförmige Gehäusemündung mit einem zusammenhängenden Rand. Die weiße Schale ist von einer graubraunen, faserigen, recht dicken Schalenhaut umgeben.
Der Körper der Schnecke erreicht eine Länge von 1,5 bis 5 cm. Das Tier kann sich vollständig in sein Schneckenhaus zurückziehen.

## Verbreitung
Velutina velutina tritt circumboreal im Mittelmeer, Atlantischen Ozean und im Nordpolarmeer auf. Sie kommt sowohl in der Nordsee als auch in der Ostsee vor und ist bei Helgoland, in der Kieler Bucht und im Fehmarnbelt zu finden. Weitere Vorkommen gibt es unter anderem vor Grönland (West-Grönland), Kanada (Labrador, Nova Scotia, New Brunswick) und den USA (Maine, Ostküste südwärts bis Cape Cod in Massachusetts, Westküste von Alaska bis Monterey County in Kalifornien).

## Lebensweise
Velutina velutina ist mitunter in der Gezeitenzone unter Felsen und an anderen geschützten Stellen zu finden, häufiger an Steinen und Schotter unterhalb der Gezeitenzone bis hinab in Tiefen von mindestens 225 m. Sie lebt aber auch auf sandig-schlickigen Untergründen, soweit dort solitäre Seescheiden vorkommen.
Anders als Vertreter der verwandten Gattung Lamellaria ist Velutina velutina ein simultaner Hermaphrodit, doch Selbstbefruchtung wird durch verschiedene morphologische, physiologische und Verhaltensmechanismen verhindert.
Die Nahrung von Velutina velutina besteht aus solitären Seescheiden, darunter Vertretern der Gattungen Styela, Ascidia, Phallusia und Cynthia, in der Ostsee z. B. Styela coriacea. Die Opfer werden von innen ausgefressen. Die Schnecke findet auch sehr versteckt lebende Seescheiden, was dafür spricht, dass die Beute durch chemische Reize aufgefunden wird. In die leergefressenen Hüllen der Seescheiden legt die Schnecke ihre Eikapseln, aus denen Veliger-Larven des Typs Echinospira schlüpfen. Bis zur Metamorphose zur fertigen Schnecke folgt eine pelagische Phase.